# Liste der Stolpersteine in Linden (Hessen)
Die Liste der Stolpersteine in Linden enthält die Stolpersteine, die im Rahmen des gleichnamigen Kunst-Projekts von Gunter Demnig in Linden verlegt wurden. Mit ihnen soll an die Opfer des Nationalsozialismus erinnert werden, die in Linden lebten und wirkten.

## Liste der Stolpersteine
| Name              | Adresse           | Bild | Inschrift                       | Verlegedatum  | Biografie und Anmerkungen |
| ----------------- | ----------------- | --- | ------------------------------- | ------------- | ------------------------- |
| Lina Simon        | Bahnhofstraße 2 · | Bild gesucht Der Benutzer GeorgDerReisende ( Diskussion ) wünscht sich an dieser Stelle ein Bild vom Ort mit diesen Koordinaten 50.529022 8.648559 . Motiv: Bahnhofstraße 2: Stolperstein für Lina Simon, die Lage und das Haus Falls du dabei helfen möchtest, erklärt die Anleitung , wie das geht. BW        | Hier wohnte Lina Simon …        | 22. Okt. 2019 |                           |
| Klara Marx        | Bahnhofstraße 4 · | Bild gesucht Der Benutzer GeorgDerReisende ( Diskussion ) wünscht sich an dieser Stelle ein Bild vom Ort mit diesen Koordinaten 50.529002 8.648974 . Motiv: Bahnhofstraße 4: Stolpersteine für Familie Marx, die Lage und das Haus Falls du dabei helfen möchtest, erklärt die Anleitung , wie das geht. BW     | Hier wohnte Klara Marx …        | 26. Apr. 2008 |                           |
| Anna Marx         | Bahnhofstraße 4 · | Bild gesucht Die Wikipedia wünscht sich an dieser Stelle ein Bild vom hier behandelten Ort. Falls du dabei helfen möchtest, erklärt die Anleitung , wie das geht. BW | Hier wohnte Anna Marx …         | 22. Okt. 2019 |                           |
| Berthold Edelmuth | Falltorstraße 6 · | Bild gesucht Der Benutzer GeorgDerReisende ( Diskussion ) wünscht sich an dieser Stelle ein Bild vom Ort mit diesen Koordinaten 50.530976 8.647076 . Motiv: Falltorstraße 6: Stolpersteine für Familie Edelmuth, die Lage und das Haus Falls du dabei helfen möchtest, erklärt die Anleitung , wie das geht. BW | Hier wohnte Berthold Edelmuth … | 22. Okt. 2019 |                           |
| Lina Edelmuth     | Falltorstraße 6 · | Bild gesucht Die Wikipedia wünscht sich an dieser Stelle ein Bild vom hier behandelten Ort. Falls du dabei helfen möchtest, erklärt die Anleitung , wie das geht. BW | Hier wohnte Lina Edelmuth …     | 22. Okt. 2019 |                           |